# 五氮化三磷
五氮化三磷是一种无机化合物，化学式 P3N5。它是磷的一种氮化物。虽然已经对其各种应用进行了研究，但这并没有导致五氮化三磷有任何重要的工业用途。它是一种白色固体，尽管样品经常因杂质而呈现其它颜色。

## 制备
五氮化三磷可以由含有磷(V)的化合物和含有氮阴离子的化合物（例如氨和叠氮化钠）：
3 PCl5 + 5 NH3   →   P3N5 + 15 HCl
3 PCl5 + 15 NaN3   →   P3N5 + 15 NaCl + 5 N2
据称，磷和氮的反应会产生五氮化三磷。类似的方法可以用来制备氮化硼 (BN) 和氮化硅 (Si3N4)，不过产物通常是不纯和无定形的。
五氮化三磷晶体可以由氯化铵和六氯环三氮磷烷或五氯化磷反应而成：
(NPCl2)3  +  2 NH4Cl   →   P3N5  +  8 HCl
3 PCl5  +  5 NH4Cl   →   P3N5  +  20 HCl
室温下，P3N5 也可以由三氯化磷和氨基钠反应而成。
3 PCl3 + 5 NaNH2  →   P3N5  +  5 NaCl  +  4 HCl  +  3 H2

## 反应
P3N5的热稳定性比 BN 和Si3N4低，在超过 850 °C时分解：
P3N5  →   3 PN  +  N2
4 PN   →   P4 + 2 N2
五氮化三磷不与弱酸、弱碱反应，不溶于水。它加热水解成(NH4)2HPO4 和NH4H2PO4。
五氮化三磷和氮化锂、氮化钙反应，产生 PN47− 和PN34−离子。异相氨解会产生像是 HPN2 和HP4N7的亚氨基化物。有人提出，这些化合物可用作固体电解质和颜料。

## 结构和性质
五氮化三磷的多种同质异形体是已知的。α‑P3N5是标准情况下，五氮化三磷的形式。加压到6 GPa时，会转变成γ‑P3N5。计算化学显示第三种五氮化三磷的结构 δ‑P3N5会在约 43 GPa 时出现，为蓝晶石结构。
| 结构   | 密度(g/cm3) |
| ------ | ----------- |
| α‑P3N5 | 2.77        |
| γ‑P3N5 | 3.65        |
| δ‑P3N5 | 4.02        |

α‑P3N5 的结构已通过单晶X射线衍射确定，里面含有PN4四面体和二或三配位的氮离子。